# 勒斯尼茨河
53°46′56″N 12°14′32″E / 53.78217°N 12.24236°E

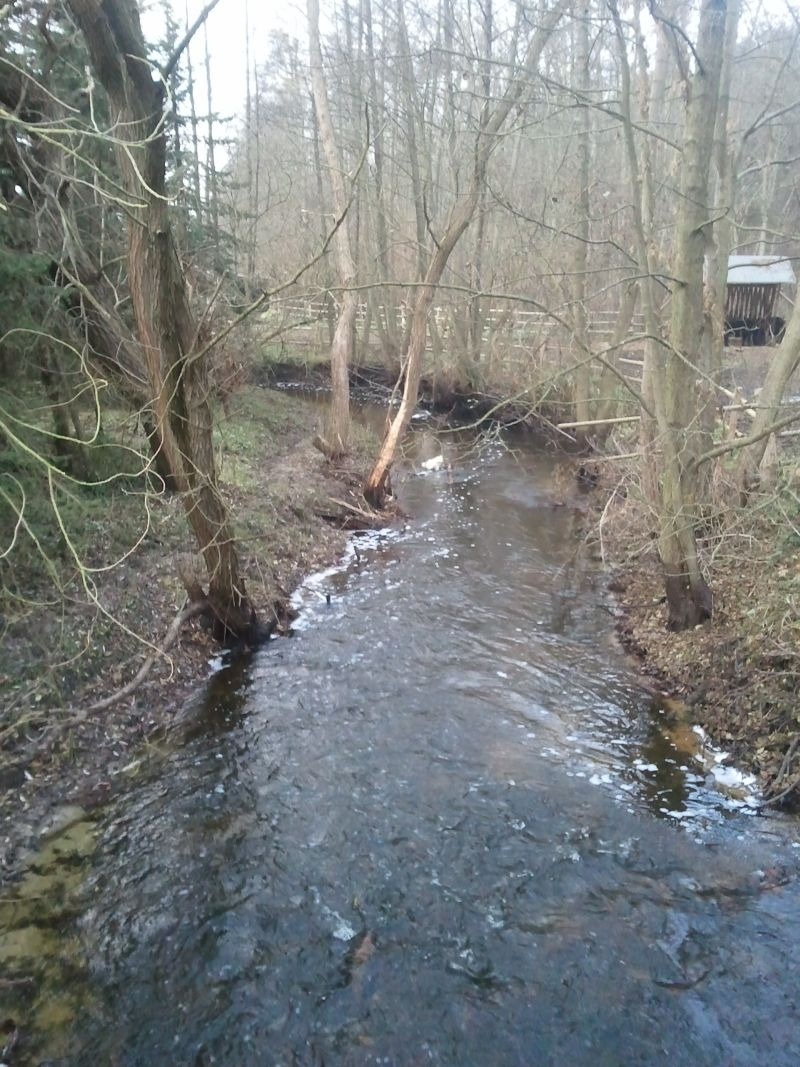
勒斯尼茨河

勒斯尼茨河（德語：Lößnitz）是德國的河流，位於該國東北部，由梅克倫堡-前波美拉尼亞州負責管轄，屬於内伯尔河的右支流，河道全長29.3公里，發源自朗哈根東南面，河口處在居斯特羅以北。